# 古坑二二八紀念碑
23°35′54″N 120°32′08″E / 23.598361°N 120.535631°E
古坑二二八紀念碑，位於臺灣雲林縣古坑鄉崁腳村台3線旁，為唯一在死難者骨骸出土處興建的二二八和平紀念碑。

## 由來

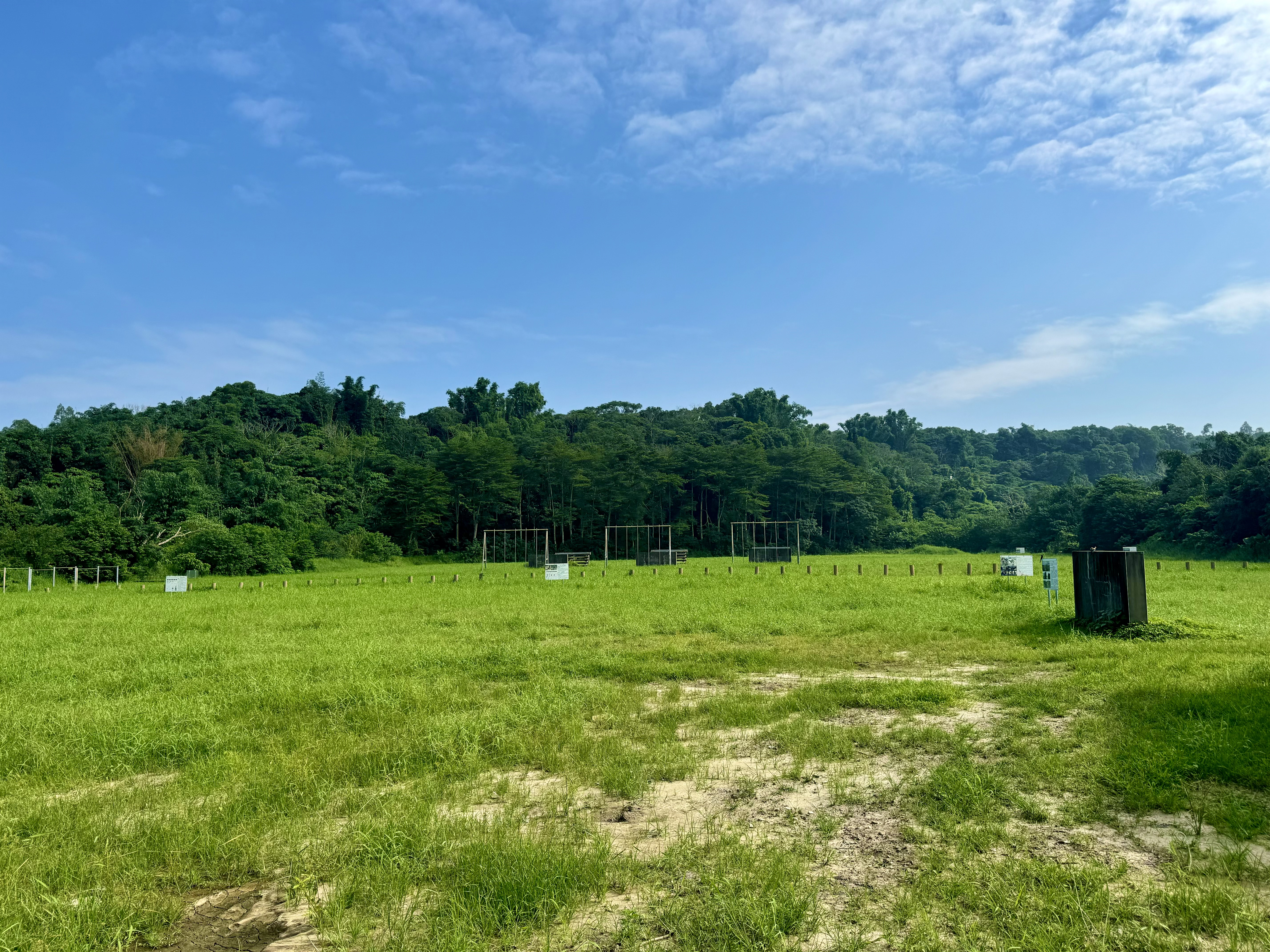
古坑鄉崎頂靶場

1947年3月12日，張榮宗與斗南、朴子及北港等地的等72位青年前往古坑方向對抗中華民國國軍。據前梅山鄉農會總幹事吳則叡說，當時正要參與小梅、樟湖之戰民兵在崁腳過河時，因第2輛車拋錨便下去推車，就遭國軍掃射。當時19歲的村民劉丁雄回憶他看到3輛卡車疾駛而過，隨後槍響，便與妹妹便躲在草叢，一小時候槍聲停止，發現40多具遭刺的男性屍體。據事後統計，反抗軍陣亡46人。死者還包含當地1位牽牛路過的農夫。
事件發生數小時後，梅山鄉公所就來挖洞埋葬屍體。因該處旁邊才是墓地，地主唯恐被任意占用、造墳，特別以3塊石頭在掩埋處以為辯識。見證的村民劉靜男說，村內老一輩交代當地不能再下葬新墳。1956年國軍向簡姓地主強徵土地以興建崎頂靶場，軍方就將兩處埋屍地點毀去。

## 建碑

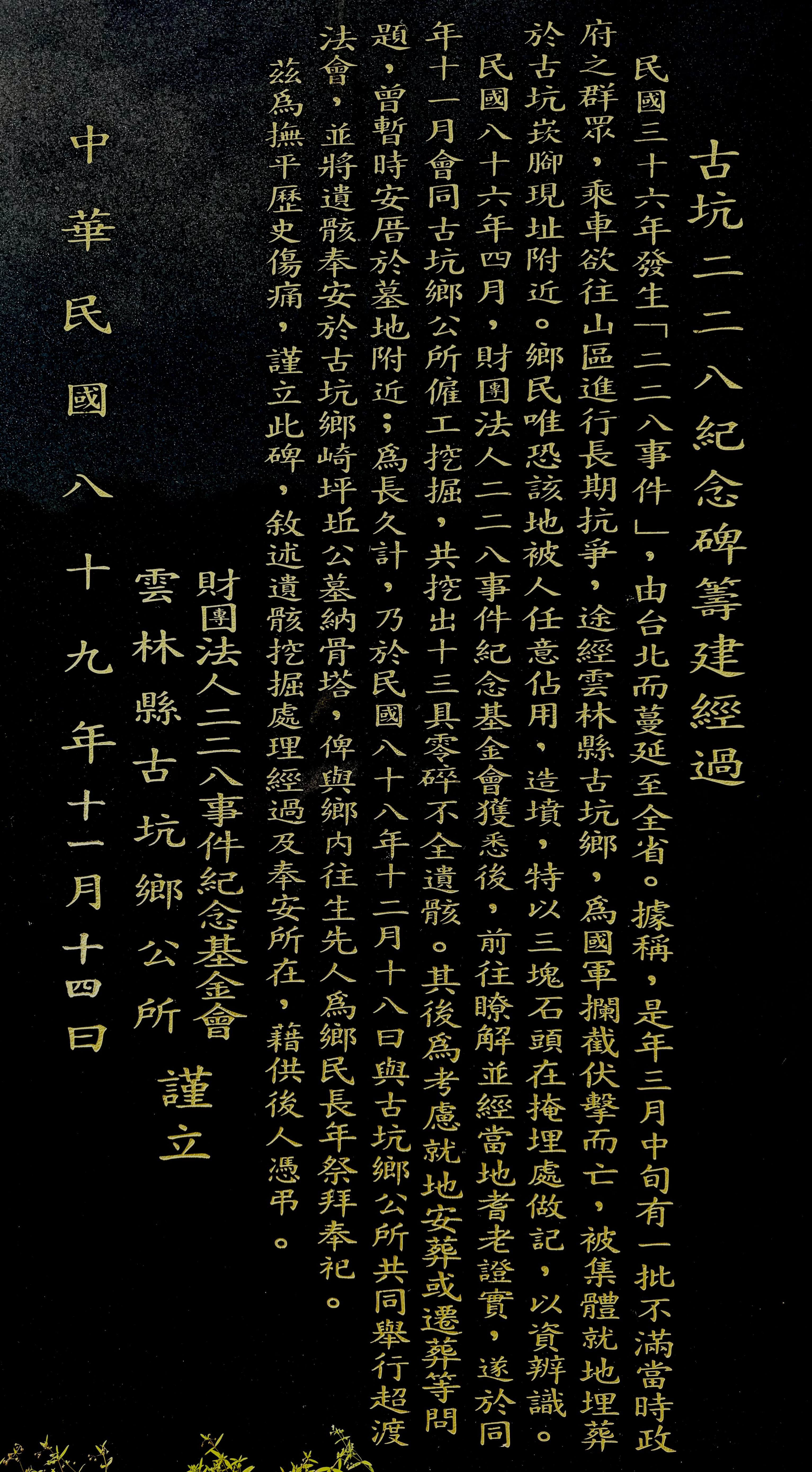
古坑二二八紀念碑沿革

1992年，張榮宗女兒張秋梧至古坑為廖大林助選時，聽聞當地村民提起二二八事件反抗兵集體埋葬在崁腳村竹林，便想她父親可能在當地失蹤。1996年2月28日前夕，古坑耆老簡辛江向政府陳情說事發處附近的路段車禍頻傳，民眾盼政府能在該地修建碑等以作安撫。二二八事件紀念基金會便於次年11月18日挖掘，共挖出13具屍骨、百多發子彈、1具牛骨和1頂鋼盔。遺骸與牛骨都遷葬到崎坪坵示範公墓的特別區。1998年2月13日，又挖到2具屍骨。
2000年11月14日，二二八事件紀念基金會董事長胡錦標與古坑鄉長謝淑亞，在原埋藏處主持古坑二二八紀念碑揭碑儀式。該碑為全臺灣唯一在死難者骨骸出土處興建的二二八紀念碑，與大型的雲林縣二二八紀念碑都在台3線旁。